# Stade Al Barid
Pour les articles homonymes, voir Rabat.
Le stade El Barid est un stade de football situé dans la ville de Rabat, au Maroc, Il est le stade résident du Union Touarga Sports, Ce sera l'un des stades qui accueillera la Coupe d'Afrique des nations de football 2025.